# Цепидлак
Цепидлак је насељено место у саставу општине Свети Иван Жабно у Копривничко-крижевачкој жупанији, Хрватска. До територијалне реорганизације у Хрватској налазио се у саставу бивше велике општине Крижевци.

## Становништво
На попису становништва 2011. године, Цепидлак је имао 155 становника.

## Попис1991.
На попису становништва 1991. године, насељено место Цепидлак је имало 222 становника, следећег националног састава:
| Попис 1991.‍  | Попис 1991.‍  | Попис 1991.‍ | Попис 1991.‍ | Попис 1991.‍ |
| ------------ | ------------ | ----------- | ----------- | ----------- |
|              |              |             |             |             |
| Хрвати       | Хрвати       |             | 211         | 95,04%      |
| Југословени  | Југословени  |             | 5           | 2,25%       |
| неопредељени | неопредељени |             | 3           | 1,35%       |
| непознато    | непознато    |             | 3           | 1,35%       |
| укупно: 222  |              |             |             |             |